# Krępa (Zielona Góra)
Krępa (przed 1945 niem. Krampe) – część miasta i osiedle administracyjne Zielonej Góry, będące jednostką pomocniczą miasta. Do 31 grudnia 2014 r. wieś   w gminie Zielona Góra.
W latach 1975–1998 administracyjnie należała do województwa zielonogórskiego.
Powstała najprawdopodobniej w XV wieku. Od XVI wieku znajduje się tu fabryka papieru, obecnie nieczynna. Położona 4 km od rzeki Odry w okolicach tzw. Zielonogórskiego Lasu Odrzańskiego.

## Zabytki
Do wojewódzkiego rejestru zabytków wpisane są:
- młyn wodny z XIX wieku
- fabryka tektury, XIX wieku/XX wieku:
  - budynek produkcyjny główny
  - magazyn i kotłownia
  - magazyn makulatury i stolarnia
  - magazyn i szatnia
  - budynek mieszkalno-biurowy
  - budynek mieszkalno-magazynowy
  - budynek gospodarczy

inne zabytki:
- dwór barokowy z XVIII wieku
- kościół pw. Dobrego Pasterza w Krępie należy do parafii w pobliskiej Zawadzie.

## Galeria

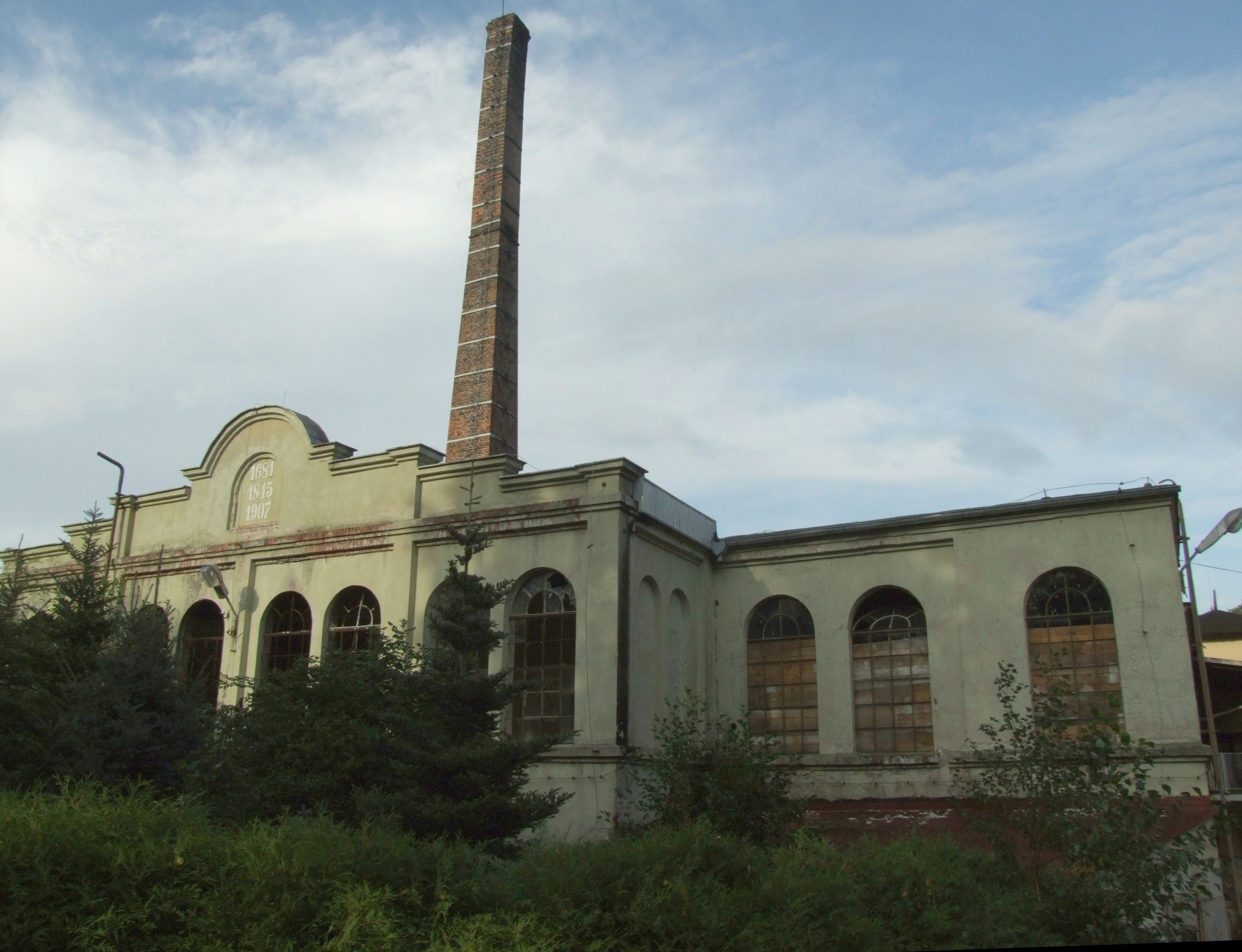
Fabryka papieru
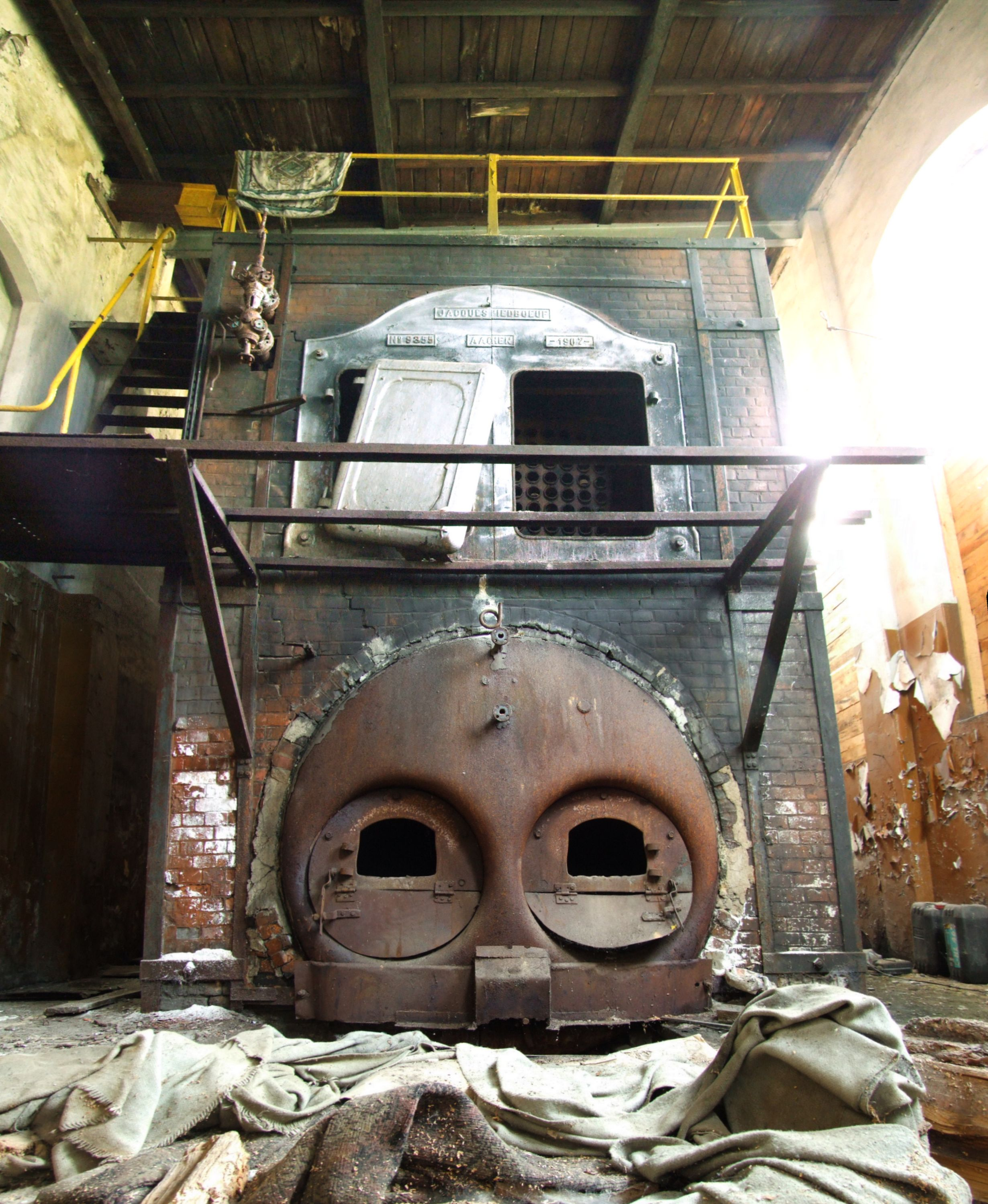
Piec w fabryce

## Osoby związane z miejscowością
Andrzej Huszcza - znany żużlowiec, urodził się w Krępie.